# Telewizyjny Kurier Warszawski
Telewizyjny Kurier Warszawski – program informacyjny Telewizji Polskiej ukazujący się od 9 listopada 1958.

## Historia
Twórcą ''Telewizyjnego Kuriera Warszawskiego'' był Stanisław Cześnin, zaś pierwszymi reporterkami były Jadwiga Kwapich i Lucyna Barcz. Początkowo ''Telewizyjny Kurier Warszawski'' był cotygodniową kroniką filmową, później codziennym programem informacyjnym, który od samego początku zajmuje się tematyką warszawską. Program prowadziło wielu znanych prezenterów telewizyjnych, m.in. Grażyna Bukowska czy Zygmunt Chajzer.
Jednym z charakterystycznych sygnałów programu był fragment utworu zespołu Mazowsze „Warszawski dzień” oraz okrzyk gazeciarza Telewizyjny Kurier Warsza....
Program jest emitowany w TVP3 Warszawa o godzinie 18:30. W latach 60. i 70. XX wieku emitowany w TVP1. Na TVP2 od 1981 do 2010 roku. Od 1 maja 2011 roku Kurier Mazowiecki i Telewizyjny Kurier Warszawski są nadawane w panoramicznym formacie 16:9. Na początku lat 90. pojawiły się dodatkowe wydania programu: Poranny ''Kurier o poranku'' oraz nocny ''Kurier o północy''.

## Emisja
- 18:30 (codziennie)

## Emisja — historia
Przez wiele lat emitowany o: 7:45, 16:45 (od poniedziałku do piątku w formie flesza jako Wiadomości Kuriera) i 18:00. To ostatnie było wydaniem głównym, emitowanym równocześnie na antenie  TVP Warszawa i TVP2. 22 czerwca 2009 TVP2 zmieniła porę emisji okienek lokalnych z 18:00 na 17:30. Główne wydanie TKW pozostało jednak o niezmienionej porze, gdyż grupa docelowa programu (mieszkańcy Warszawy) miały dostęp do nadajnika własnego ośrodka emitującego program w ramach TVP Info. Natomiast TKM przeniesiono na 17:30. Umożliwiło to przedłużenie obu programów. Tylko w niedziele funkcjonowało to nieco inaczej. Tego dnia główne wydanie Kuriera Warszawskiego emitowano około 17:45.
Pełne wydanie o 7:45 zastąpiono skrótem informacji, podobnym do tego z 16:45. Co prawda 20 kwietnia 2010 pojawiło się nowe wydanie o godzinie 16:00 (co było konsekwencją kolejnej zmiany pory emisji okienka TVP2), równocześnie flesz (Wiadomości Kuriera) o 16:45 zastąpiono powtórką ww. wydania. Przetrwało ono tylko 1,5 miesiąca. 7 czerwca 2010 był smutną datą w historii "Kuriera". Oprócz likwidacji wspomnianego wydania dokonano ponownego skrócenia głównych wydań KM i TKW. Od tego czasu informacje z Warszawy pojawiały się tylko o 7:45 (w formie flesza) i około 17:45. Kolejna zmiana nastąpiła tuż po wakacjach, 6 września. TVP Info zlikwidowało poranne pasma w dni powszednie w zamian za przedłużenie pasma popołudniowego do 3 godzin. Wymusiło to pozostawienie porannego Kuriera... jedynie w weekendy. W dni robocze zostało już tylko wydanie główne, które równocześnie zostało przesunięte na 18:45. 29 listopada 2010 zamieniono miejscami Kurier Mazowiecki i Kurier Warszawski.
Od początku 2013 roku do 31 sierpnia tego roku w związku z oszczędnościami weekendowe wydania główne Kurierów: Mazowieckiego i Warszawskiego zostały połączone w jeden serwis: Kurier Warszawy i Mazowsza. 15 czerwca 2015 roku KWiM został zastąpiony przez wieczorne wydanie TKW'. 22 stycznia 2018 r. przywrócono Kurier Warszawy i Mazowsza.

## Prowadzący
- Grzegorz Miśtal
- Natalia Nowak-Podbrożna
- Anna Ołdakowska-Somaini
- Paweł Oksanowicz

## Byli prowadzący, reporterzy, lektorzy
- Jerzy Rosołowski (lata 50-70).
- Stanisław Włodarski (1972- 1998).
- Zygmunt Chajzer (późne lata 80).
- Henryk Pijanowski (lata 80 - 1995).
- Grażyna Bukowska (lata 80).
- Tomasz Knapik (lata 80 i 90).
- Józef Węgrzyn (lata 80, był również dyrektorem TKW i WOT).
- Małgorzata Deszkiewicz (lata 80-90).
- Janusz Wieczorek (lata 80-90).
- Piotr Radziszewski (lata 80-90, był również dyrektorem TKW i WOT).
- Iwona Radziszewska (połowa lat 90.).
- Krzysztof Ziemiec (1993-94)
- Marcin Pawłowski (1994-1997).
- Maciej Gudowski (połowa lat 90.).
- Małgorzata Prokopiuk-Kępka (1996-98)
- Małgorzata Ziętkiewicz (początek lat 90.).
- Marcin Włodarski (1993-2009,(pracował do 2024)
- Martyna Rux (do 2024)
- Marzena Manteska (1994-?)
- Małgorzata Karolina Piekarska (1996-2017)
- Maciej Piekarski (1982-1999)
- Edyta Mikołajczyk (lata 90. - 2002)
- Bogdan Sawicki (1997-2005).
- Iwona Sulik (1994-2000)
- Robert Samot (1995-96)
- Robert Szabla (II połowa lat 90.)
- Marek Wilk (lata 90.)
- Michał Gulewicz (1995)
- Andrzej Baryła (połowa lat 90.)
- Joanna Szelągowska (1999-2009, była również dyrektorem TKW).
- Jacek Zakrzewski (do 2009).
- Agnieszka Borowska (1995-2011)
- Celina Witas (1996-2009, była również dyrektorem TKW).
- Karolina Jakobsche (2014-2016).
- Mateusz Hładki (2009-2014)
- Anna Łubian-Halicka (2006-2011 do 2016 jako reporterka)
- Piotr Kućma (2007-2013)
- Miłka Skalska (2002-2018)
- Mateusz Jarecki (2018)
- Lucjan Olszówka (2018-2022)
- Marzena Perdjon do 2024
- Katarzyna Trzaskalska